# Here with Me (canción de Dido)
«Here with me» (en español: «Aquí conmigo») es el sencillo debut publicado por la cantautora inglesa Dido, lanzado como el sencillo principal de su álbum debut de estudio No Angel (1999). Dido escribió esta canción cuando conoció a su exnovio Bob Page y se enamoró de él. "Here with Me" fue lanzado originalmente como el primer sencillo de Dido en 1999 en Estados Unidos. Después de que el álbum fue relanzado en 2001 fue el primer sencillo en el Reino Unido alcanzando la posición #4, donde también fue certificado con el disco de plata.

## Vídeos musicales
Existen dos vídeos musicales del sencillo. El primero se grabó en 1999 dirigido por BigTV en Estados Unidos, siendo filmado en blanco y negro con una baja calidad. La propia Dido indicó más adelante que salía muy mal en ese vídeo. Una nueva versión y de mejor calidad fue filmado en Toronto siendo dirigido por Liz Friedlander lanzádolo en agosto de 2000. Este último es considerado como el vídeo oficial de la canción.

## Lista de canciones

### Reino Unido
1. «Here with Me» (Radio Edit) – 4:05
2. «Here with Me Dave» (Lukas Burton Mix) – 3:55
3. «Here with Me» (Chillin' With The Family Mix) – 5:16
4. «Here with Me» (Parks & Wilson Homeyard Dub) – 6:02

### Japón
1. «Here with Me» (Radio Edit) – 4:05
2. «Here with Me» (Lukas Burton Mix) – 3:55
3. «Here with Me» (Chillin' With The Family Mix) – 5:16
4. «Here with Me» (Parks & Wilson Homeyard Dub) – 6:02
5. «Thank You» (Deep Dish Dub) – 10:40

## Posicionamiento
| Lista (2000)                             | Mejor posición |
| ---------------------------------------- | -------------- |
| Alemania                                 | 16             |
| Australia (ARIA)                         | 58             |
| Austria                                  | 9              |
| Bélgica (Flandes) Bélgica (Valonia)      | 7 25           |
| Dinamarca                                | 12             |
| España                                   | 1              |
| Estados Unidos (Hot Adult Top 40 Tracks) | 17             |
| Estados Unidos (Bubbling Under Hot 100)  | 8              |
| Francia                                  | 4              |
| Finlandia                                | 6              |
| Italia                                   | 32             |
| Noruega                                  | 8              |
| Nueva Zelanda                            | 3              |
| Países Bajos                             | 22             |
| Reino Unido (UK Singles Chart)           | 4              |
| Rusia                                    | 1              |
| Suecia                                   | 19             |
| Suiza                                    | 6              |

## En la cultura popular
- Aparece en el film Love Actually, en una escena donde un personaje, sin pretenderlo, revela sus sentimientos por la esposa de su amigo. La canción está incluida en la banda de sonido.
- "Here with me" aparece en el film Bounce, del año 2000.
- Fue el tema de apertura de la serie Roswell. Un cover aparece al final del primer episodio del reboot, Roswell, New Mexico.

## Otras versiones
La soprano británica Sarah Brightman realizó una interpretación de esta canción para su álbum La Luna en 2000.